# Райола, Мино
Кармине «Мино» Райола (итал. Carmine "Mino" Raiola, итальянское произношение: [ˈkarmine ˈmiːno ˈraːjola]; 4 ноября 1967, Ночера-Инферьоре, Кампания — 30 апреля 2022, Милан) — нидерландский футбольный агент итальянского происхождения. Был агентом ряда известных футболистов, включая Поля Погба, Эрлинга Холанна, Златана Ибрагимовича, Марио Балотелли, Генриха Мхитаряна, Блеза Матюиди, Марко Верратти, Джанлуиджи Доннаруммы, Маркуса Тюрама, Ирвинга Лосано, Джастина Клюйверта, Мойзе Кена, Маттейса Де Лигта, Райана Гравенберха, Дониелла Малена и других. Жил в Амстердаме.
Райола начал свою карьеру в Нидерландах в 1992 году, где он жил с тех пор, как переехал туда в детстве, помогая в переходах голландским игрокам в итальянскую Серию А.
Открыв собственное агентство, он стал известным суперагентом, причастным ко многим из самых громких и дорогих трансферов нового тысячелетия. Райола заработал среди игроков репутацию агента, который добивался лучшего для своих клиентов, в то же время многие владельцы и менеджеры считали его ненадежным.

## Биография

### Ранние годы
Родился в 1967 году в итальянском городе Ночера-Инферьоре. В 1968 году перебрался с родителями в нидерландский Харлем. В Нидерландах, его отец основал сеть пиццерий, где Райола провел свои молодые годы, сначала мыл посуду, пытаясь сблизиться со своим отцом, а затем работал в качестве официанта.
Из-за того, что его навыки владения голландским языком были лучше, чем у его отца, он в конце концов начал консультировать и организовывать бизнес. В то же время он получил аттестат об окончании средней школы и два года учился в университете, поступив на юридический факультет. В 2016 году в интервью немецкому спортивному журналу 11 Freunde он сказал, что его юридическое образование было потрачено впустую; «В конце концов, я могу купить адвокатов». Он начал играть в футбол за молодежную команду «Харлема», но завершил карьеру футболиста в возрасте 18 лет в 1987 году, чтобы стать главой молодежной команды, а затем техническим директором клуба.

### Карьера агентом
В начале 1990-х начал работать футбольным агентом в компании Sports Promotions. Работая в этой компании, в 1992 году он занимался трансфером Брайана Роя из «Аякса» в «Фоджу», в 1993 году под его руководством осуществились переходы Вима Йонка и Денниса Бергкампа из «Аякса» в «Интер», Марсиано Винка из «Аякса» в «Дженоа». Впоследствии он покинул компанию Sports Promotions и стал самостоятельным агентом. Его первым крупным трансфером в качестве независимого агента стал переход Павела Недведа из пражской «Спарты» в «Лацио».
В мае 2019 года сначала Итальянская федерация футбола, а затем и ФИФА отстранили Райолу от футбольной деятельности на три месяца.
По состоянию на 2020 год являлся одним из самых известных и влиятельных футбольных агентов мира.

## Личная жизнь и смерть
Райола проживал в княжестве Монако со своей семьей. Он говорил на семи языках: итальянском, английском, немецком, испанском, французском, португальском и голландском.
В январе 2022 года Райола был госпитализирован в больницу Сан-Раффаэле в Милане, где ему сделали операцию. Сотрудники агентства Райолы опровергли сообщения о том, что он находился в реанимации, назвав их «плановыми проверками», и через десять дней он был выписан. В апреле деловой партнер Райолы и лечащий его врач заявили, что Райола «борется» за свою жизнь. 28 апреля несколько новостных агентств сообщили о его смерти, которую он впоследствии опроверг в сообщении в социальной сети, заявив: «Второй раз за 4 месяца они убивают меня». Но уже 30 апреля семья Райолы опубликовала заявление, подтверждающее, что он умер в возрасте 54 лет.